# Aglaia monozyga
Aglaia monozyga là một loài thực vật]] thuộc họ Meliaceae. Loài này có ở Indonesia và Malaysia.